# Alexander Skutecký
Alexander Skutecký (25. června 1883, Vídeň – 1944 neznámé místo u Banské Bystrice) byl slovenský architekt židovského původu.

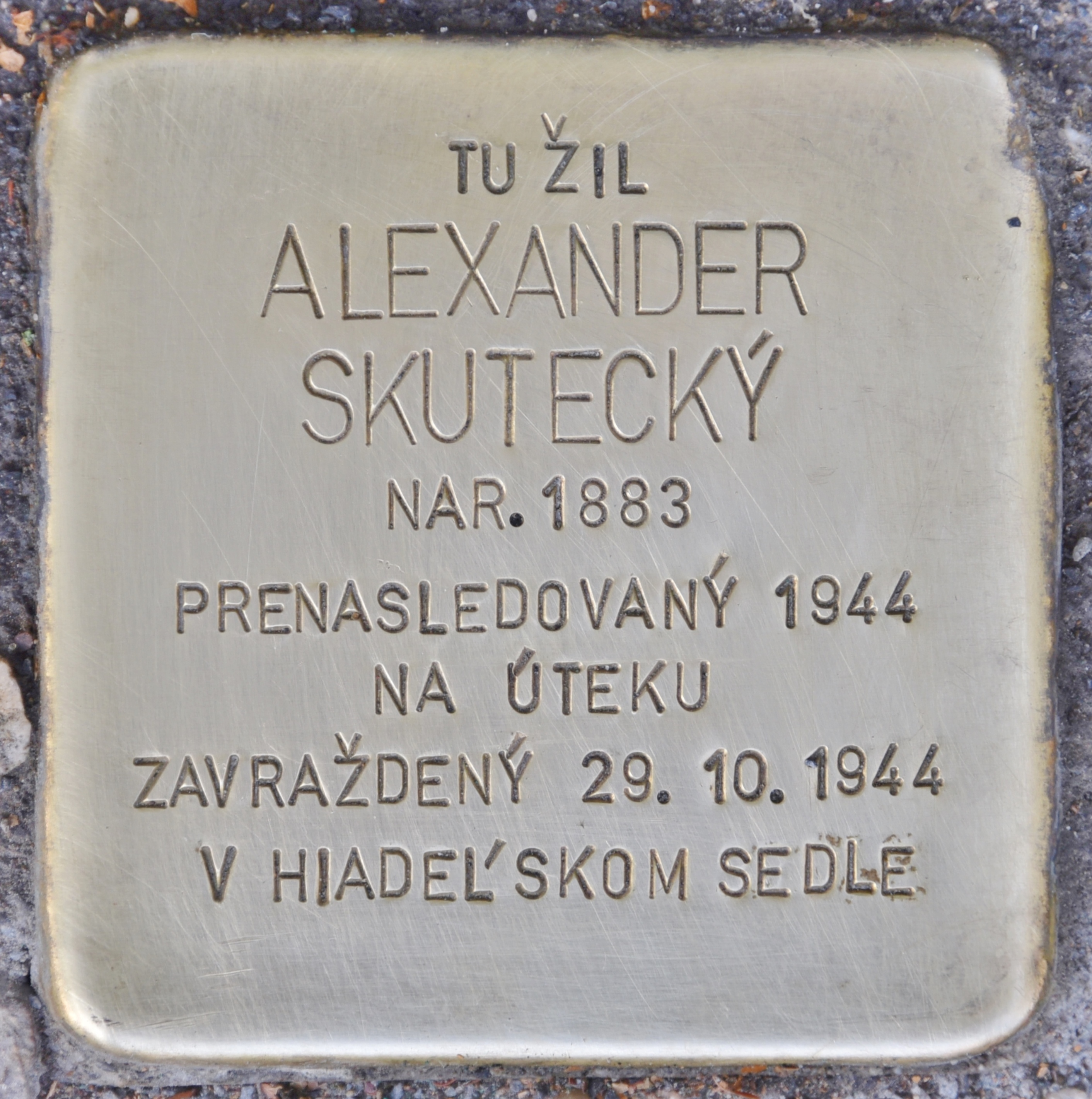
Stolperstein

## Život
Narodil se ve Vídni. Jeho rodiče cestovali z Benátek do Banské Bystrice a cestou se uchýlili k příbuzným, kde se Alexandr Skutecký narodil. Rodina Skuteckých žila střídavě v Banské Bystrici a v Benátkách. Benátky byly pro Skuteckého otce velmi blízké, protože byl známý romanticko-impresionistický malíř. Alexandrova matka Cecília byla vyučenou švadlenou. Byla oporou pro celou rodinu. Alexander byl druhorozeným synem. Měl bratra Ferdinanda, sestru Cecilii – operní zpěvačku, sestru Karolu, jejíž syn Peter Karvaš byl známým slovenským dramatikem a spisovatelem. Bydleli v Benátkách, ale když tam vypukl mor, natrvalo je opustili. Vrátili se do Banské Bystrice, kde si postavili dům. V tomto bystrickém domě prožil Alexander dětství a mládí. Byl výtvarně nadaný po otci a zručný po matce. Po studiích začal pracovat jako samostatný architekt.
Stal se obětí vraždění Židů u Banské Bystrice na podzim roku 1944.

## Studium
- 1890–1904 základní a střední vzdělání v Banské Bystrici
- 1905–1913 studium architektury na Vysoké škole technické v Budapešti

## Dílo
Po první světové válce se usadil v Bratislavě, kde se jako architekt stal členem pokrokového uměleckého sdružení Kunstverein. Projektoval obytné domy, ale i veřejné budovy. Byl značně ovlivněn vídeňskou architekturou, preferoval historismus dosahující až k antice. Postupně však přešel k střídmému purismu.

## Spolupráce
Alexander Skutecký spolupracoval i s Vojtěchem Holeschem (1876–1938). Vojtěch Holesch pocházel z Banské Bystrice. Hodně cestoval, pracoval i u slovenského architekta Ludvíka Hudce, který se usadil v Bratislavě. Navrhoval hlavně interiéry a nájemní domy. Místní patriotismus, který je oba spojoval i shoda profesionálních názorů je vedly ke spolupráci a vytvoření monumentálního Justičního paláce v Bratislavě.

## Vlivný zákazník
Příslušník známé velkopodnikatelské rodiny Egon Bondy vlastnil akcie různých průmyslových podniků, byl ředitelem bratislavské továrny Kablo. Kablo prosperovalo, mělo dobrý odbyt. Požádal tedy Alexandra Skuteckého o projekt nových prostor pro Kablo. Alexander Feigler vedl stavbu. Skutecký navrhl i Bondyho dům na Štefánikově ulici. Stavitelem byl i v tomto případě Feigler. Dům byl dvoupatrový a o sochařskou výzdobu se postaral Alojz Riegele. Bondy zemřel dříve, než se do domu stihl nastěhovat.

## Vybraná díla

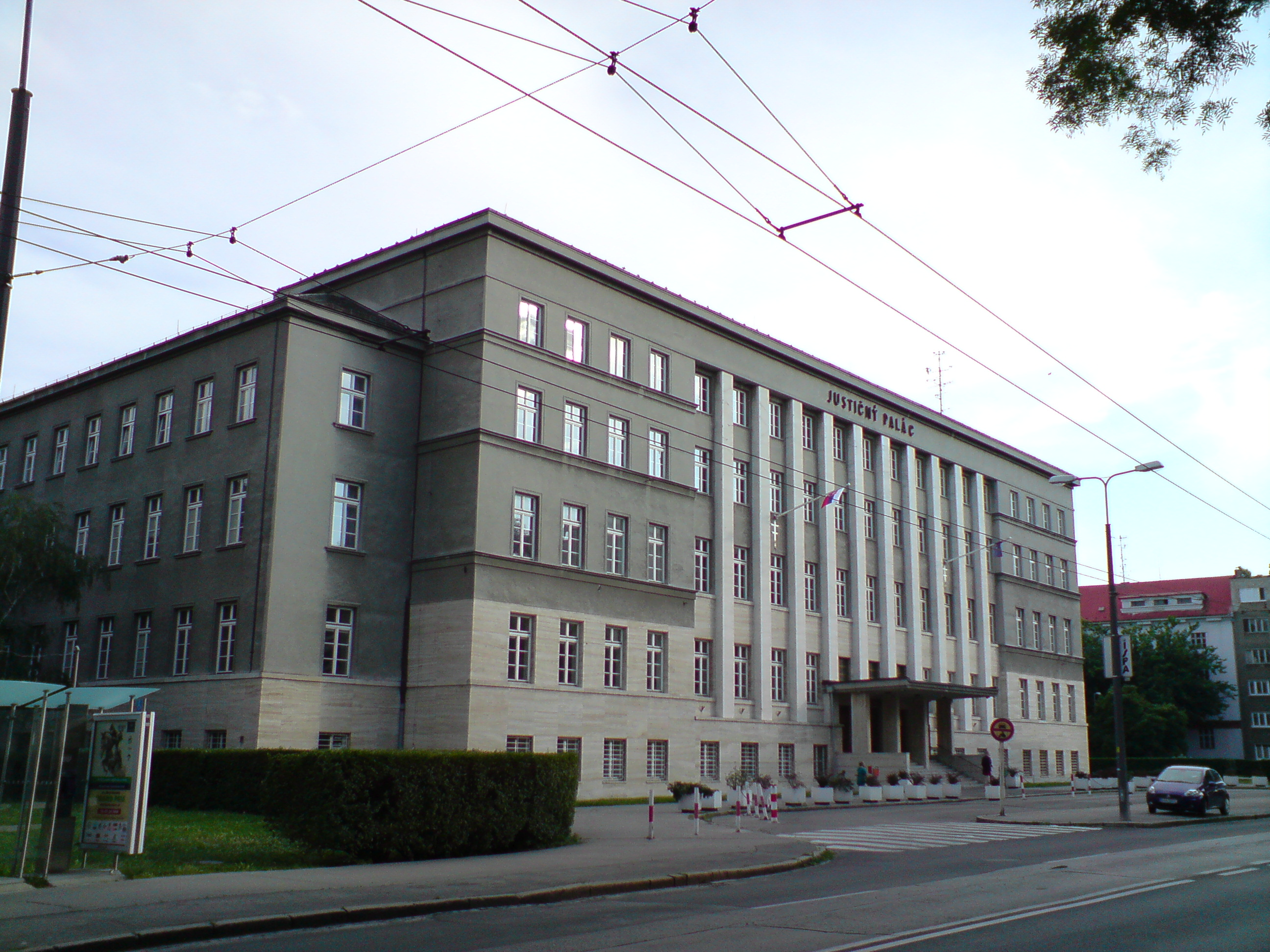
Justiční palác v Bratislavě

- Budova Slovenské všeobecné úvěrové banky, Bratislava, 1921
- Administrativní budova v areálu bratislavské továrny Kablo, 1921
- Privátní dům, Bratislava, 1921
- Nájemný a obchodní dům S. Tauskeho, Bratislava, 1931
- Víceúčelové budovy bratislavských poboček pojišťoven Assicurazione Generali a Moldávie Generali, Bratislava, 1935
- S architektem Vojtěchem Holeschem Justiční palác, Bratislava, 1937
- Víceúčelová budova pojišťovny Assicurazioni Generali v Košicích, 1937